# Dolomedes lafoensis
Dolomedes lafoensis là một loài nhện trong họ Pisauridae.
Loài này thuộc chi Dolomedes. Dolomedes lafoensis được Lucien Berland miêu tả năm 1924.